# Reid Ewing
Reid Ewing (Florida, 7 de noviembre de 1988) es un actor y cantante estadounidense conocido por su papel de Dylan en Modern Family.

## Vida personal
En 2015, el actor hizo pública su adicción a la cirugía estética. Comenzó a operarse en 2008, cuando solo tenía 19 años debido a que padece trastorno dismórfico corporal. Una semana después, a través de la red social Twitter, hizo pública su homosexualidad.

## Filmografía
El actor ha participado en la grabación de las siguientes obras.

### Películas
| Año  | Título                       | Personaje   | Notas |
| ---- | ---------------------------- | ----------- | ----- |
| 2008 | Sunday! Sunday! Sunday!      | Jesse       |       |
| 2010 | In Between Days              | Jim         |       |
| 2011 | South Dakota                 | Carter      |       |
| 2011 | The Truth Below              | Ethan       |       |
| 2011 | Fright Night                 | Ben         |       |
| 2013 | 10 Rules for Sleeping Around | Hugh Fields |       |
| 2013 | Crush                        | Jeffrey     |       |
| 2016 | Temps                        | Curtis      |       |

### Series de televisión
| Año         | Título                  | Personaje     | Notas                            |
| ----------- | ----------------------- | ------------- | -------------------------------- |
| 2009-2020   | Modern Family           | Dylan         | personaje habitual, 29 capítulos |
| 2009 - 2011 | Zeke & Luther           | Charlie Plunk | personaje habitual               |
| 2011        | ¡Buena suerte, Charlie! | Derek         | personaje habitual, temporada 2  |
| 2011        | Up All Night            | Johnny Cope   | personaje menor, 1 capítulo      |
| 2011        | Reiding                 | Reid Rainbow  | Web serie                        |
| 2011        | The Power Inside        | Devin         | Web serie                        |
| 2020        | ´´Dylan´´               | Dylan         | reality de Dylan                 |